# Louis Dicaire
Louis Dicaire (ur. 29 sierpnia 1946 w Montrealu, zm. 19 lipca 2020 tamże) – kanadyjski duchowny katolicki, w latach 1999–2004 biskup pomocniczy Montrealu, biskup pomocniczy Saint-Jean-Longueuil od 2004.

## Życiorys
Święcenia kapłańskie otrzymał w dniu 20 stycznia 1974. Studiował liturgikę na rzymskim Anselmianum, gdzie w 1983 uzyskał tytuł licencjata. Inkardynowany do archidiecezji Montrealu, był m.in. diecezjalnym duszpasterzem skautów, sekretarzem arcybiskupim oraz wikariuszem biskupim dla wschodniej części archidiecezji.
18 lutego 1999 papież Jan Paweł II mianował go biskupem pomocniczym archidiecezji Montrealu ze stolicą tytularną Thizica. Sakry udzielił mu 25 marca 1999 kardynał Jean-Claude Turcotte.
19 czerwca 2004 został mianowany przez Jana Pawła II na biskupa pomocniczego Saint-Jean-Longueuil.